# Gran Premio motociclistico di Gran Bretagna 2025
Il Gran Premio motociclistico di Gran Bretagna 2025 è stata la settima prova della stagione 2025 del Motomondiale. Le gare si sono corse domenica 25 maggio 2025 presso il Circuito di Silverstone, le vittorie nelle quattro classi sono andate a: Álex Márquez nella Sprint e Marco Bezzecchi nella gara della MotoGP, Senna Agius in Moto2, José Antonio Rueda in Moto3.

## MotoGP

### Prove
La prima sessione di prove libere del venerdì si chiude con Marc Márquez al comando della classifica davanti a Franco Morbidelli ed Álex Márquez. Nella sessione di prequalifiche è Álex Márquez il più veloce in pista davanti a Fabio Quartararo e Jack Miller. Quartararo guida la seconda ed ultima sessione di prove libere davanti a Marc Márquez e suo fratello Álex.

### Qualifiche
Nella prima fase delle qualifiche, passano il taglio Luca Marini e Franco Morbidelli. In Q2, Fabio Quartararo inanella la terza pole consecutiva seguito da Álex Márquez e Francesco Bagnaia che chiude la prima fila. Settima posizione per Fabio Di Giannantonio subito davanti a Marini, mentre Franco Morbidelli è decimo seguito da Marco Bezzecchi. Di seguito i risultati delle qualifiche:
| Pos. | Nº | Pilota                | Squadra                      | Tempo     | Tempo    |
| Pos. | Nº | Pilota                | Squadra                      | Q1        | Q2       |
| ---- | -- | --------------------- | ---------------------------- | --------- | -------- |
| 1    | 20 | Fabio Quartararo      | Monster Energy Yamaha        | Già in Q2 | 1'57.233 |
| 2    | 73 | Álex Márquez          | BK8 Gresini Racing           | Già in Q2 | 1'57.542 |
| 3    | 63 | Francesco Bagnaia     | Ducati Lenovo Team           | Già in Q2 | 1'57.822 |
| 4    | 93 | Marc Márquez          | Ducati Lenovo Team           | Già in Q2 | 1'57.914 |
| 5    | 54 | Fermín Aldeguer       | BK8 Gresini Racing           | Già in Q2 | 1'58.073 |
| 6    | 43 | Jack Miller           | Prima Pramac Racing Yamaha   | Già in Q2 | 1'58.105 |
| 7    | 49 | Fabio Di Giannantonio | Pertamina Enduro VR46 Racing | Già in Q2 | 1'58.126 |
| 8    | 10 | Luca Marini           | Honda HRC Castrol            | 1'58.209  | 1'58.135 |
| 9    | 5  | Johann Zarco          | Castrol Honda LCR            | Già in Q2 | 1'58.140 |
| 10   | 21 | Franco Morbidelli     | Pertamina Enduro VR46 Racing | 1'58.299  | 1'58.225 |
| 11   | 72 | Marco Bezzecchi       | Aprilia Racing               | Già in Q2 | 1'58.343 |
| 12   | 42 | Álex Rins             | Monster Energy Yamaha        | Già in Q2 | 1'58.457 |
| 13   | 36 | Joan Mir              | Honda HRC Castrol            | 1'58.322  | N.D.     |
| 14   | 37 | Pedro Acosta          | Red Bull KTM Factory Racing  | 1'58.536  | N.D.     |
| 15   | 88 | Miguel Oliveira       | Prima Pramac Racing Yamaha   | 1'58.539  | N.D.     |
| 16   | 25 | Raúl Fernández        | Trackhouse Racing            | 1'58.734  | N.D.     |
| 17   | 23 | Enea Bastianini       | Red Bull KTM Tech3           | 1'59.158  | N.D.     |
| 18   | 12 | Maverick Viñales      | Red Bull KTM Tech3           | 1'59.159  | N.D.     |
| 19   | 33 | Brad Binder           | Red Bull KTM Factory Racing  | 1'59.299  | N.D.     |
| 20   | 32 | Lorenzo Savadori      | Aprilia Racing               | 1'59.450  | N.D.     |
| 21   | 41 | Aleix Espargaró       | Honda HRC Test Team          | 1'59.632  | N.D.     |
| 22   | 35 | Somkiat Chantra       | Castrol Honda LCR            | 2'01.030  | N.D.     |

### Sprint
Álex Márquez vince la sua prima Sprint stagionale interrompendo il dominio del fratello nelle gare del sabato,  Marc Márquez chiude comunque in seconda posizione. Terza posizione a completare il podio per Fabio Di Giannantonio seguito dal connazionale Marco Bezzecchi quarto. Quinta posizione per Johann Zarco davanti a Francesco Bagnaia che precede il poleman Fabio Quartararo. Chiudono la zona punti Pedro Acosta seguito da Jack Miller, per la prima volta tra i primi nove del sabato in stagione. Di seguito i risultati della gara Sprint:

#### Arrivati al traguardo
| Pos | Nº | Pilota                | Squadra                      | Motocicletta       | Giri | Tempo     | Griglia | Punti |
| --- | -- | --------------------- | ---------------------------- | ------------------ | ---- | --------- | ------- | ----- |
| 1°  | 73 | Álex Márquez          | BK8 Gresini Racing           | Ducati Desmosedici | 10   | 19'53"657 | 2º      | 12    |
| 2°  | 93 | Marc Márquez          | Ducati Lenovo Team           | Ducati Desmosedici | 10   | +3.511    | 4º      | 9     |
| 3°  | 49 | Fabio Di Giannantonio | Pertamina Enduro VR46 Racing | Ducati Desmosedici | 10   | +5.072    | 7º      | 7     |
| 4°  | 72 | Marco Bezzecchi       | Aprilia Racing               | Aprilia RS-GP      | 10   | +5.658    | 11º     | 6     |
| 5°  | 5  | Johann Zarco          | Castrol Honda LCR            | Honda RC213V       | 10   | +6.707    | 9º      | 5     |
| 6°  | 63 | Francesco Bagnaia     | Ducati Lenovo Team           | Ducati Desmosedici | 10   | +7.057    | 3º      | 4     |
| 7°  | 20 | Fabio Quartararo      | Monster Energy Yamaha        | Yamaha YZR-M1      | 10   | +7.231    | 1º      | 3     |
| 8°  | 37 | Pedro Acosta          | Red Bull KTM Factory Racing  | KTM RC16           | 10   | +9.186    | 14º     | 2     |
| 9°  | 43 | Jack Miller           | Prima Pramac Racing Yamaha   | Yamaha YZR-M1      | 10   | +9.923    | 6º      | 1     |
| 10° | 10 | Luca Marini           | Honda HRC Castrol            | Honda RC213V       | 10   | +10.206   | 8º      |       |
| 11° | 21 | Franco Morbidelli     | Pertamina Enduro VR46 Racing | Ducati Desmosedici | 10   | +10.898   | 10º     |       |
| 12° | 36 | Joan Mir              | Honda HRC Castrol            | Honda RC213V       | 10   | +11.405   | 13º     |       |
| 13° | 12 | Maverick Viñales      | Red Bull KTM Tech3           | KTM RC16           | 10   | +11.933   | 18º     |       |
| 14° | 54 | Fermín Aldeguer       | BK8 Gresini Racing           | Ducati Desmosedici | 10   | +15.376   | 5º      |       |
| 15° | 23 | Enea Bastianini       | Red Bull KTM Tech3           | KTM RC16           | 10   | +18.136   | 17º     |       |
| 16° | 88 | Miguel Oliveira       | Prima Pramac Racing Yamaha   | Yamaha YZR-M1      | 10   | +19.213   | 15º     |       |
| 17° | 41 | Aleix Espargaró       | Honda HRC Test Team          | Honda RC213V       | 10   | +20.468   | 21º     |       |
| 18° | 32 | Lorenzo Savadori      | Aprilia Racing               | Aprilia RS-GP      | 10   | +20.968   | 20º     |       |
| 19° | 25 | Raúl Fernández        | Trackhouse Racing            | Aprilia RS-GP      | 10   | +24.729   | 16º     |       |
| 20° | 42 | Álex Rins             | Monster Energy Yamaha        | Yamaha YZR-M1      | 10   | +26.919   | 12º     |       |
| 21° | 35 | Somkiat Chantra       | Castrol Honda LCR            | Honda RC213V       | 10   | +32.532   | 22º     |       |

#### Ritirati
| Nº | Pilota      | Squadra                     | Motocicletta | Giri | Griglia |
| -- | ----------- | --------------------------- | ------------ | ---- | ------- |
| 33 | Brad Binder | Red Bull KTM Factory Racing | KTM RC16     | 1    | 19º     |

### Gara
Dopo la prima partenza, un contatto al termine del primo giro tra Aleix Espargaró e Franco Morbidelli lascia dell'olio in pista costringendo la direzione gara ad esporre la bandiera rossa ed effettuare una nuova partenza con la griglia di partenza determinata dalle qualifiche. 
Alla nuova ripartenza Fabio Quartararo prende il largo ma mentre è primo con oltre cinque secondi di vantaggio la sua moto ha un problema che lo costringe al ritiro, dietro di lui prende la testa della gara Marco Bezzecchi che va a vincere in solitaria il Gran Premio, il decimo della sua carriera, tornando alla vittoria per la prima volta dal Gran Premio d'India 2023. Seconda posizione e conferma del grande momento di forma per Johann Zarco seguito da Marc Márquez che chiude il podio, attardato da un errore nelle fasi iniziali di gara. Lo spagnolo chiude seguito vicinissimo da Franco Morbidelli e dal fratello Álex Márquez. Sesta posizione per Pedro Acosta che come al sabato taglia il traguardo davanti a Jack Miller, settimo. Ottava posizione per Fermín Aldeguer seguito da Fabio Di Giannantonio. Decima posizione per Joan Mir che precede il connazionale Maverick Viñales. Dodicesimo Raúl Fernández che arriva sotto la bandiera a scacchi poco prima di Álex Rins e Brad Binder mentre Luca Marini chiude la zona punti a seguito di una penalità di 16 secondi a causa della pressione delle gomme. Di seguito i risultati della gara: 

#### Arrivati al traguardo
| Pos | Nº | Pilota                | Squadra                      | Motocicletta       | Giri | Tempo     | Griglia | Punti |
| --- | -- | --------------------- | ---------------------------- | ------------------ | ---- | --------- | ------- | ----- |
| 1°  | 72 | Marco Bezzecchi       | Aprilia Racing               | Aprilia RS-GP      | 19   | 38'16"037 | 11º     | 25    |
| 2°  | 5  | Johann Zarco          | Castrol Honda LCR            | Honda RC213V       | 19   | +4.088    | 9º      | 20    |
| 3°  | 93 | Marc Márquez          | Ducati Lenovo Team           | Ducati Desmosedici | 19   | +5.929    | 4º      | 16    |
| 4°  | 21 | Franco Morbidelli     | Pertamina Enduro VR46 Racing | Ducati Desmosedici | 19   | +5.946    | 10º     | 13    |
| 5°  | 73 | Álex Márquez          | BK8 Gresini Racing           | Ducati Desmosedici | 19   | +6.024    | 2º      | 11    |
| 6°  | 37 | Pedro Acosta          | Red Bull KTM Factory Racing  | KTM RC16           | 19   | +7.109    | 14º     | 10    |
| 7°  | 43 | Jack Miller           | Prima Pramac Racing Yamaha   | Yamaha YZR-M1      | 19   | +7.398    | 6º      | 9     |
| 8°  | 54 | Fermín Aldeguer       | BK8 Gresini Racing           | Ducati Desmosedici | 19   | +8.584    | 5º      | 8     |
| 9°  | 49 | Fabio Di Giannantonio | Pertamina Enduro VR46 Racing | Ducati Desmosedici | 19   | +9.764    | 7º      | 7     |
| 10° | 36 | Joan Mir              | Honda HRC Castrol            | Honda RC213V       | 19   | +10.320   | 13º     | 6     |
| 11° | 12 | Maverick Viñales      | Red Bull KTM Tech3           | KTM RC16           | 19   | +11.318   | 18º     | 5     |
| 12° | 25 | Raúl Fernández        | Trackhouse Racing            | Aprilia RS-GP      | 19   | +16.175   | 16º     | 4     |
| 13° | 42 | Álex Rins             | Monster Energy Yamaha        | Yamaha YZR-M1      | 19   | +16.312   | 12º     | 3     |
| 14° | 33 | Brad Binder           | Red Bull KTM Factory Racing  | KTM RC16           | 19   | +16.262   | 19º     | 2     |
| 15° | 10 | Luca Marini           | Honda HRC Castrol            | Honda RC213V       | 19   | +23.729   | 8º      | 1     |
| 16° | 88 | Miguel Oliveira       | Prima Pramac Racing Yamaha   | Yamaha YZR-M1      | 19   | +31.641   | 15º     |       |
| 17° | 23 | Enea Bastianini       | Red Bull KTM Tech3           | KTM RC16           | 19   | +54.225   | 17º     |       |
| 18° | 32 | Lorenzo Savadori      | Aprilia Racing               | Aprilia RS-GP      | 19   | +56.488   | 20º     |       |
| 19° | 35 | Somkiat Chantra       | Castrol Honda LCR            | Honda RC213V       | 19   | +64.884   | 22º     |       |

#### Ritirati
| Nº | Pilota            | Squadra               | Motocicletta       | Giri | Griglia |
| -- | ----------------- | --------------------- | ------------------ | ---- | ------- |
| 20 | Fabio Quartararo  | Monster Energy Yamaha | Yamaha YZR-M1      | 9    | 1º      |
| 63 | Francesco Bagnaia | Ducati Lenovo Team    | Ducati Desmosedici | 3    | 3º      |
| 41 | Aleix Espargaró   | Honda HRC Test Team   | Honda RC213V       | 3    | 21º     |

## Moto2

### Prove
La prima sessione di prove libere vede Manuel González chiudere in prima posizione davanti a Jake Dixon e ad Arón Canet. Lo spagnolo si conferma il più veloce anche nella sessione di pre-qualifiche chiudendo davanti al compagno di squadra Senna Agius e a Filip Salač, mentre nessun italiano rientra nei primi quattordici. Nella seconda ed ultima sessione di prove libere è Deniz Öncü a primeggiare seguito da González e Dixon.

### Qualifiche
Dalla Q1 passano nell'ordine: Arón Canet, David Alonso, Marcos Ramírez e Alonso López. Nel Q2 la pole position va, per la prima volta stagionale, a Canet davanti per 148 millesimi a Manuel González mentre Diogo Moreira completa la prima fila a 335 millesimi di distanza. Celestino Vietti e Tony Arbolino chiudono il loro sabato rispettivamente in diciannovesima e ventunesima posizione; di seguito i risultati dei primi cinque classificati:
| Pos | Nº | Pilota          | Team                          | Tempo    |
| --- | -- | --------------- | ----------------------------- | -------- |
| 1   | 44 | Arón Canet      | Fantic Racing Lino Sonego     | 2'02.482 |
| 2   | 18 | Manuel González | Liqui Moly Dynavolt Intact GP | 2'02.630 |
| 6   | 10 | Diogo Moreira   | Italtrans Racing              | 2'02.817 |
| 4   | 80 | David Alonso    | CFMoto Gaviota Aspar Team     | 2'02.992 |
| 5   | 81 | Senna Agius     | Liqui Moly Dynavolt Intact GP | 2'03.137 |

### Gara
Prima vittoria iridata in carriera per l'australiano Senna Agius davanti a Diogo Moreira e primo podio in categoria per David Alonso terzo. Quarto al traguardo Arón Canet seguito da vicino da Izan Guevara che eguaglia il suo miglior risultato stagionale. Miglior italiano è Celestino Vietti in sesta posizione davanti a Filip Salač e alla coppia American Racing Team con Joe Roberts che precede il compagno Marcos Ramírez. Decima posizione per Alonso López davanti a Jake Dixon, penalizzato di tre secondi sul tempo di gara. Dodicesima posizione in solitaria per Albert Arenas seguito da Zonta van den Goorbergh, tredicesimo. Chiudono la zona punti in quattordicesima posizione Tony Arbolino davanti ad Jorge Navarro che conquista il suo primo punto stagionale. Di seguito i risultati della gara:

#### Arrivati al traguardo
| Pos | Nº | Pilota                  | Squadra                       | Motocicletta | Giri | Tempo     | Griglia | Punti |
| --- | -- | ----------------------- | ----------------------------- | ------------ | ---- | --------- | ------- | ----- |
| 1°  | 81 | Senna Agius             | Liqui Moly Dynavolt Intact GP | Kalex        | 17   | 35'26"390 | 5º      | 25    |
| 2°  | 10 | Diogo Moreira           | Italtrans Racing              | Kalex        | 17   | +0.434    | 3º      | 20    |
| 3°  | 80 | David Alonso            | CFMoto Gaviota Aspar Team     | Kalex        | 17   | +0.498    | 4º      | 16    |
| 4°  | 44 | Arón Canet              | Fantic Racing Lino Sonego     | Kalex        | 17   | +0.518    | 1º      | 13    |
| 5°  | 28 | Izan Guevara            | BLU CRU Pramac Yamaha Moto2   | B-25         | 17   | +0.673    | 8º      | 11    |
| 6°  | 13 | Celestino Vietti        | Folladore SpeedRS Team        | B-25         | 17   | +2.820    | 19º     | 10    |
| 7°  | 12 | Filip Salač             | Elf Marc VDS Racing           | B-25         | 17   | +3.437    | 16º     | 9     |
| 8°  | 16 | Joe Roberts             | OnlyFans American Racing Team | Kalex        | 17   | +4.448    | 14º     | 8     |
| 9°  | 24 | Marcos Ramírez          | OnlyFans American Racing Team | Kalex        | 17   | +4.683    | 6º      | 7     |
| 10° | 21 | Alonso López            | Folladore SpeedRS Team        | B-25         | 17   | +5.070    | 10º     | 6     |
| 11° | 96 | Jake Dixon              | Elf Marc VDS Racing           | B-25         | 17   | +7.565    | 13º     | 5     |
| 12° | 75 | Albert Arenas           | Italjet Gresini Moto2         | Kalex        | 17   | +12.302   | 11º     | 4     |
| 13° | 84 | Zonta van den Goorbergh | RW-Idrofoglia Racing GP       | Kalex        | 17   | +16.315   | 20º     | 3     |
| 14° | 14 | Tony Arbolino           | BLU CRU Pramac Yamaha Moto2   | B-25         | 17   | +18.242   | 21º     | 2     |
| 15° | 9  | Jorge Navarro           | Klint Forward Factory Team    | Forward      | 17   | +18.359   | 15º     | 1     |
| 16° | 3  | Sergio García           | QJ Motor - Frinsa - MSi       | B-25         | 17   | +19.268   | 22º     |       |
| 17° | 71 | Ayumu Sasaki            | RW-Idrofoglia Racing GP       | Kalex        | 17   | +19.489   | 17º     |       |
| 18° | 27 | Daniel Holgado          | CFMoto Gaviota Aspar Team     | Kalex        | 17   | +19.552   | 9º      |       |
| 19° | 53 | Deniz Öncü              | Red Bull KTM Ajo              | Kalex        | 17   | +20.093   | 18º     |       |
| 20° | 92 | Yūki Kunii              | Idemitsu Honda Team Asia      | Kalex        | 17   | +25.723   | 23º     |       |
| 21° | 21 | Daniel Muñoz            | Klint Forward Factory Team    | Forward      | 17   | +40.560   | 24º     |       |

#### Ritirati
| Nº | Pilota          | Squadra                       | Motocicletta | Giri | Griglia |
| -- | --------------- | ----------------------------- | ------------ | ---- | ------- |
| 7  | Barry Baltus    | Fantic Racing Lino Sonego     | Kalex        | 3    | 7º      |
| 18 | Manuel González | Liqui Moly Dynavolt Intact GP | Kalex        | 3    | 2º      |
| 4  | Iván Ortolá     | QJ Motor - Frinsa - MSi       | B-25         | 3    | 12º     |

## Moto3

### Prove
Prima posizione per José Antonio Rueda nelle prime prove libere del venerdì mattina davanti a David Almansa e ad Ángel Piqueras. Nella sessione di pre-qualifiche è Álvaro Carpe a far segnare il miglior tempo seguito da Almansa, ancora in seconda posizione, ed il pilota di casa Scott Ogden mentre Luca Lunetta è quinto con Nicola Carraro in decima posizione, si qualificano anche Guido Pini e Dennis Foggia chiudendo rispettivamente in dodicesima e tredicesima posizione. Rueda torna in testa nella seconda ed ultima sessione di prove libere precedendo Joel Kelso ed Almansa.

### Qualifiche
In Q1 si qualificano per la fase successiva: Valentín Perrone, Vicente Pérez, Stefano Nepa e Riccardo Rossi. In Q2 si prende la pole position José Antonio Rueda davanti al compagno di squadra Álvaro Carpe con Ángel Piqueras a completare una prima fila tutta spagnola. Settima posizione per Luca Lunetta, migliore degli italiani, mentre tutta la quarta fila è occupata da suoi connazionali con Dennis Foggia seguito da Guido Pini e Nicola Carraro. Diciassettesima e diciottesima posizione per Rossi e Nepa; a seguire i risultati dei primi cinque classificati:
| Pos | Nº | Pilota             | Team                          | Tempo    |
| --- | -- | ------------------ | ----------------------------- | -------- |
| 1   | 99 | José Antonio Rueda | Red Bull KTM Ajo              | 2'09.449 |
| 2   | 94 | Guido Pini         | Liqui Moly Dynavolt Intact GP | 2'09.556 |
| 3   | 36 | Ángel Piqueras     | Frinsa - MT Helmets - MSi     | 2'09.845 |
| 4   | 22 | David Almansa      | Leopard Racing                | 2'09.966 |
| 5   | 66 | Joel Kelso         | LevelUp - MTA                 | 2'10.108 |

### Gara
Quinta vittoria stagionale, su sette gare, per José Antonio Rueda davanti a Máximo Quiles che conquista il primo podio in carriera alla sua terza gara nel Motomondiale. Completa il podio, primo stagionale per lui, Luca Lunetta in terza posizione. Quarta posizione per Álvaro Carpe davanti a Valentín Perrone, al miglior risultato fin qui in carriera. Sesta posizione per David Almansa seguito da Guido Pini, che eguaglia il suo miglior risultato in stagione, e Ryūsei Yamanaka. Primi punti stagionali per Vicente Pérez che chiude in nona posizione precedendo Nicola Carraro e Scott Ogden. Taiyō Furusato taglia il traguardo quarto ma viene penalizzato scivolando in dodicesima posizione seguito da Jacob Roulstone. Chiudono la zona punti Cormac Buchanan davanti a Riccardo Rossi, quindicesimo. Di seguito i risultati della gara:

#### Arrivati al traguardo
| Pos | Nº | Pilota             | Squadra                       | Motocicletta  | Giri | Tempo     | Griglia | Punti |
| --- | -- | ------------------ | ----------------------------- | ------------- | ---- | --------- | ------- | ----- |
| 1°  | 99 | José Antonio Rueda | Red Bull KTM Ajo              | KTM RC 250 GP | 15   | 32'58"943 | 1º      | 25    |
| 2°  | 28 | Máximo Quiles      | CFMoto Valresa Aspar Team     | KTM RC 250 GP | 15   | +0.046    | 6º      | 20    |
| 3°  | 58 | Luca Lunetta       | SIC58 Squadra Corse           | Honda NSF250R | 15   | +0.908    | 7º      | 16    |
| 4°  | 83 | Álvaro Carpe       | Red Bull KTM Ajo              | KTM RC 250 GP | 15   | +1.071    | 2º      | 13    |
| 5°  | 73 | Valentín Perrone   | Red Bull KTM Tech3            | KTM RC 250 GP | 15   | +1.176    | 9º      | 11    |
| 6°  | 22 | David Almansa      | Leopard Racing                | Honda NSF250R | 15   | +1.349    | 4º      | 10    |
| 7°  | 94 | Guido Pini         | Liqui Moly Dynavolt Intact GP | KTM RC 250 GP | 15   | +1.492    | 11º     | 9     |
| 8°  | 6  | Ryūsei Yamanaka    | Frinsa - MT Helmets - MSi     | KTM RC 250 GP | 15   | +1.778    | 14º     | 8     |
| 9°  | 32 | Vicente Pérez      | LevelUp - MTA                 | KTM RC 250 GP | 15   | +2.618    | 15º     | 7     |
| 10° | 10 | Nicola Carraro     | Rivacold Snipers Team         | Honda NSF250R | 15   | +2.779    | 12º     | 6     |
| 11° | 19 | Scott Ogden        | CIP Green Power               | KTM RC 250 GP | 15   | +2.953    | 16º     | 5     |
| 12° | 72 | Taiyō Furusato     | Honda Team Asia               | Honda NSF250R | 15   | +4.000    | 20º     | 4     |
| 13° | 12 | Jacob Roulstone    | Red Bull KTM Tech3            | KTM RC 250 GP | 15   | +6.626    | 13º     | 3     |
| 14° | 14 | Cormac Buchanan    | Denssi Racing - BOE           | KTM RC 250 GP | 15   | +22.422   | 19º     | 2     |
| 15° | 54 | Riccardo Rossi     | Rivacold Snipers Team         | Honda NSF250R | 15   | +22.323   | 17º     | 1     |
| 16° | 82 | Stefano Nepa       | SIC58 Squadra Corse           | Honda NSF250R | 15   | +22.419   | 18º     |       |
| 17° | 8  | Eddie O'Shea       | GRYD - MLav Racing            | Honda NSF250R | 15   | +38.931   | 25º     |       |
| 18° | 55 | Noah Dettwiler     | CIP Green Power               | KTM RC 250 GP | 15   | +39.022   | 23º     |       |
| 19° | 5  | Tatchakorn Buasri  | Honda Team Asia               | KTM RC 250 GP | 15   | +39.144   | 22º     |       |
| 20° | 21 | Ruche Moodley      | Denssi Racing - BOE           | KTM RC 250 GP | 15   | +45.349   | 21º     |       |
| 21° | 30 | Max Cook           | GRYD - MLav Racing            | Honda NSF250R | 15   | +80.183   | 26º     |       |

#### Ritirati
| Nº | Pilota         | Squadra                       | Motocicletta  | Giri | Griglia |
| -- | -------------- | ----------------------------- | ------------- | ---- | ------- |
| 78 | Joel Esteban   | Leopard Racing                | Honda NSF250R | 15   | 24º     |
| 36 | Ángel Piqueras | Frinsa - MT Helmets - MSi     | KTM RC 250 GP | 14   | 3º      |
| 64 | David Muñoz    | Liqui Moly Dynavolt Intact GP | KTM RC 250 GP | 4    | 8º      |
| 66 | Joel Kelso     | LevelUp - MTA                 | KTM RC 250 GP | 3    | 5º      |
| 71 | Dennis Foggia  | CFMoto Valresa Aspar Team     | KTM RC 250 GP | 0    | 10º     |